# Essengouduil
De essengouduil (Atethmia centrago) is een nachtvlinder uit de familie Noctuidae, de uilen. De voorvleugellengte bedraagt tussen de 15 en 18 millimeter. De soort komt verspreid over Europa voor, maar niet in het uiterste noorden. Hij overwintert als ei.

## Waardplanten
De essengouduil heeft gewone es en iep als waardplanten.

## Voorkomen in Nederland en België
De essengouduil is in Nederland een niet zo algemene soort en wordt daar vooral in het zuiden en midden van het land gezien. In België is het een zeldzame soort, die vooral in het noorden wordt gezien. De vlinder kent één generatie die vliegt van augustus tot halverwege oktober.